# Todor Ivanchov
Todor Ivanchov (en bulgare : Тодор Иванчов), né en 1852 à Tarnovo dans le pachalik de Silistra (Empire ottoman) et mort le 3 janvier 1906 à Boulogne-Billancourt, est un enseignant et homme politique bulgare. 
Il est président du Conseil des ministres de la principauté de Bulgarie de 1899 à 1901.

## Biographie
Il fait des études d'économie au Robert College à Constantinople. Il rejoint le Parti libéral (en) et plus tard sa faction radoslavite (en). Il devient éditeur de presse puis est nommé ministre du progrès national en 1885 dans le deuxième gouvernement (bg) de Petko Karavelov. Il est ensuite ministre de l'éducation dans son troisième gouvernement (bg). Le 13 octobre 1899, il est nommé président du Conseil des ministres par le prince Ferdinand Ier. Son premier gouvernement (bg) rencontre d'emblée des difficultés de financement public et décide de rétablir la dîme médiévale ce qui génère d'importantes révoltes paysannes. Affaibli par la crise agraire son cabinet démissionne fin décembre 1900. En 1903, il est accusé de détournement de fonds et condamné à quelques mois de prison.